# أندريه بار
أندريه بار هو دراج بلجيكي، ولد في 1 سبتمبر 1935 في لياج في بلجيكا.

## وصلات خارجية
- أندريه بار على موقع أرشيف الدراجات (الإنجليزية)
- أندريه بار على موقع إحصائيات الدراجات الإحترافية (الإنجليزية)
- أندريه بار على موقع أوليمبيديا (الإنجليزية)